# 大阪市営電気供給事業

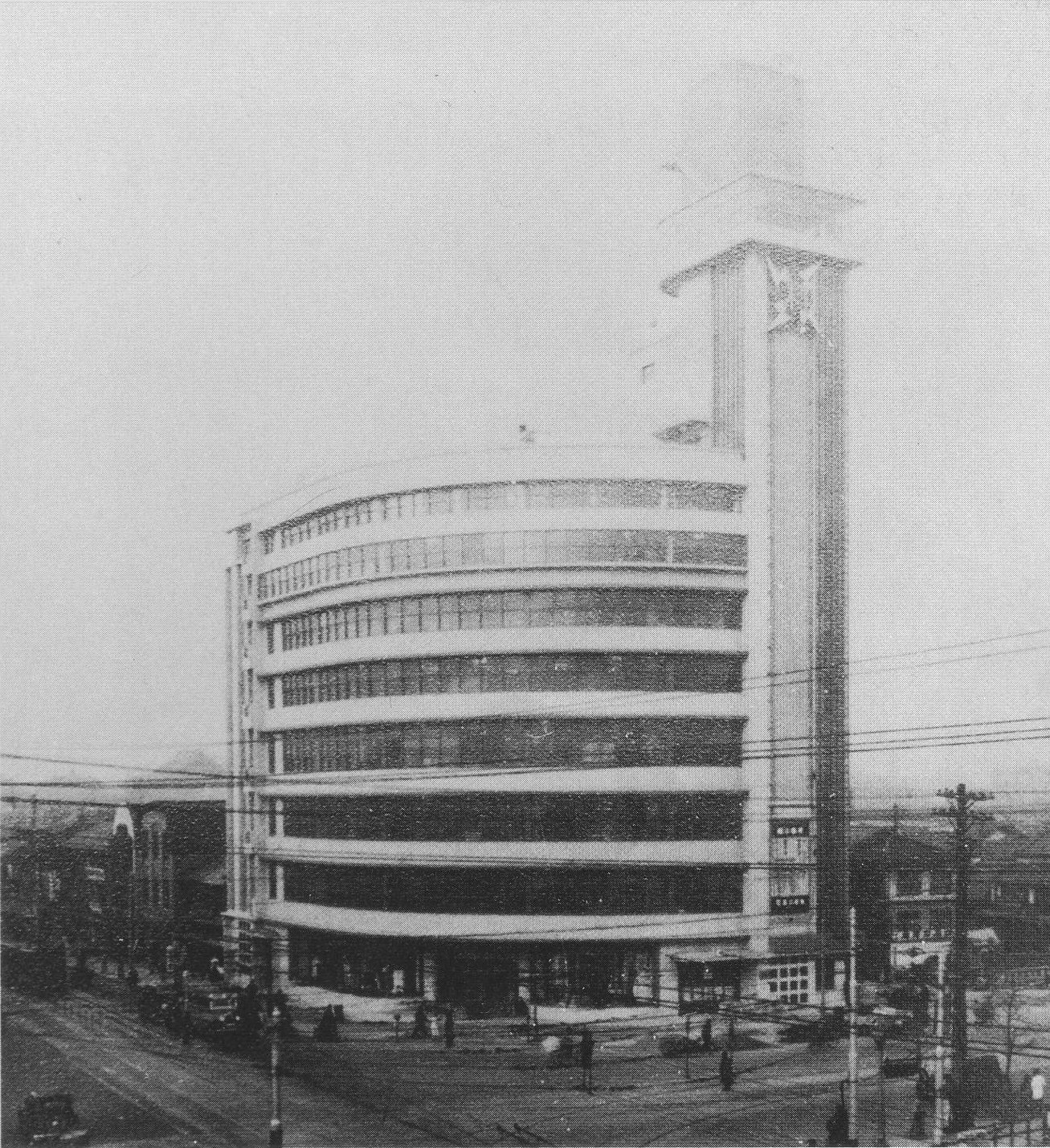
電気局の広報施設として建設された大阪市立電気科学館

大阪市電気局章

大阪市営電気供給事業（おおさかしえいでんききょうきゅうじぎょう）は、明治末期から昭和戦前期にかけて大阪市が経営していた公営電気供給事業である。大阪市電気局（当時。1945年に交通局へと改称）が所管していた。
事業開始は1911年（明治44年）。当初は先に開通していた路面電車事業の附帯事業として始まったが、市内で電気事業を経営していた民間電力会社大阪電灯の事業を1923年（大正12年）に買収して大規模化した。以降、大阪市内への電気供給の一翼を担ったが、1942年（昭和17年）、関西電力の前身である関西配電へと事業を出資し、大阪市による電気供給事業は終了した。

## 概要
大阪市営電気供給事業は、東京市（当時）や同じ関西地方の京都市・神戸市などにも存在していた市営電気供給事業のうちの一つである。大阪市電気局が路面電車事業（市電）・高速鉄道事業（市営地下鉄）・乗合自動車事業（市営バス）とともに所管していた。この電気局は電気供給事業が廃止された後の1945年（昭和20年）に大阪市交通局へと改称している（2018年廃止）。
1903年（明治36年）に市営の電気軌道（路面電車）を建設していた大阪市は、続いて市による電気供給事業の経営を志向し、軌道事業の余剰電力を利用して1911年（明治44年）4月、軌道の沿線地域において電力の供給を開始した。これが市営電気供給事業の端緒である。大阪市では1889年（明治22年）より民間の大阪電灯が供給を行っていたことから電気供給事業のうち電灯の供給は同社に譲り、市営事業は電力供給専門として開業したが、1923年（大正12年）10月に大阪電灯から電気供給事業（電灯・電力供給双方）を買収して電灯供給も兼営した。ただし供給区域は市内全域には及ばず市北部の一部区域が他の事業者の供給区域に残り、大手電力会社の宇治川電気・日本電力・大同電力が大阪市内に重複して電力の供給区域を設定したため、市内への供給を独占したわけでもなかった。
日中戦争・太平洋戦争下で電気事業に対する国家統制を強化する動き（電力国家管理）が進むと、大阪市では1939年（昭和14年）と1942年（昭和17年）の2度にわたり市営火力発電所を国策電力会社日本発送電へと現物出資した。加えて配電統制令に基づく国策配電会社関西配電の設立命令を受命し、1942年、残る設備を同社へと出資した。出資に伴い大阪市は関西配電の大株主になったが、その一方で市営電気供給事業は終了した。

## 市営事業の創始
以下、沿革のうち電力供給事業開始（1911年）から電灯供給事業の市営化（1923年）へと至る経緯について記述する。

### 市営供給事業の立案

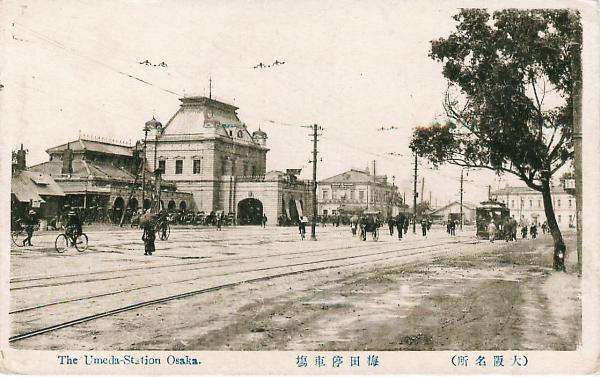
大阪駅と大阪市電

1889年（明治22年）5月20日、大阪市西区西道頓堀町に建設された発電所から電気の供給が開始され、大阪市においても電気供給事業が開業した。事業主体は大阪市の有力実業家らを発起人として1888年（明治21年）に設立された大阪電灯株式会社である。同社は開業後順次電灯・電力（動力用電力）双方について供給を拡大するとともに、大阪市周辺の東成郡・西成郡の町村へも供給区域を拡張。1904年（明治37年）には堺電灯から事業を譲り受けて堺市方面へも進出した。
1903年（明治36年）9月、この大阪電灯からの電気を利用し、大阪市内に路面電車が走り始めた。埋め立てが進む築港（大阪港）への交通機関として敷設された大阪市営の電車、すなわち大阪市電である。築港への第1期線の開通に続き、路線網を拡充して市内交通を整備すべく第2期線の計画も立案され、1908年（明治41年）、市街地を東西および南北に貫通する路線が開通した。市電の開業当初は、路線が5キロメートル程度と短いことから直営の発電所・変電所を持たず、大阪電灯の変電所から直接電力の供給を受けていた。だが第2期線の計画とともに発電所直営の方針も打ち出し、九条において火力発電所を着工、1908年4月に完成させた（九条発電所）。これが市営電車最初の発電所である。
市電第1期線開通後の1906年（明治39年）1月、大阪市会においてある建議案が提出された。市営電車の路線を拡充する際には発電所の規模を拡大し、電気供給事業を市営にてあわせて行うことの利益が認められるので、これについて調査を行いその施行に関する議案を提出されたい、という建議案である。この建議案が満場一致で採択されたため、大阪市の理事者は調査を開始し、電線路180マイル（約290キロメートル）を敷設して電灯6万個、電力3000馬力を供給するという具体案を作成した。かくして市営の電気供給事業開業の議案は市会に提出され、1906年5月に可決、議案に基づき大阪市は市営電気供給事業の経営許可を出願することとなった。
以上が大阪市が市営電気供給事業を立案し出願するに至った経緯であるが、市営事業は実際には計画通りに開業していない。これは先に電気供給事業を開業していた民間の大阪電灯との関係にかかわる。そしてそれは同社と大阪市の間に締結された報償契約に由来する。

### 報償契約問題

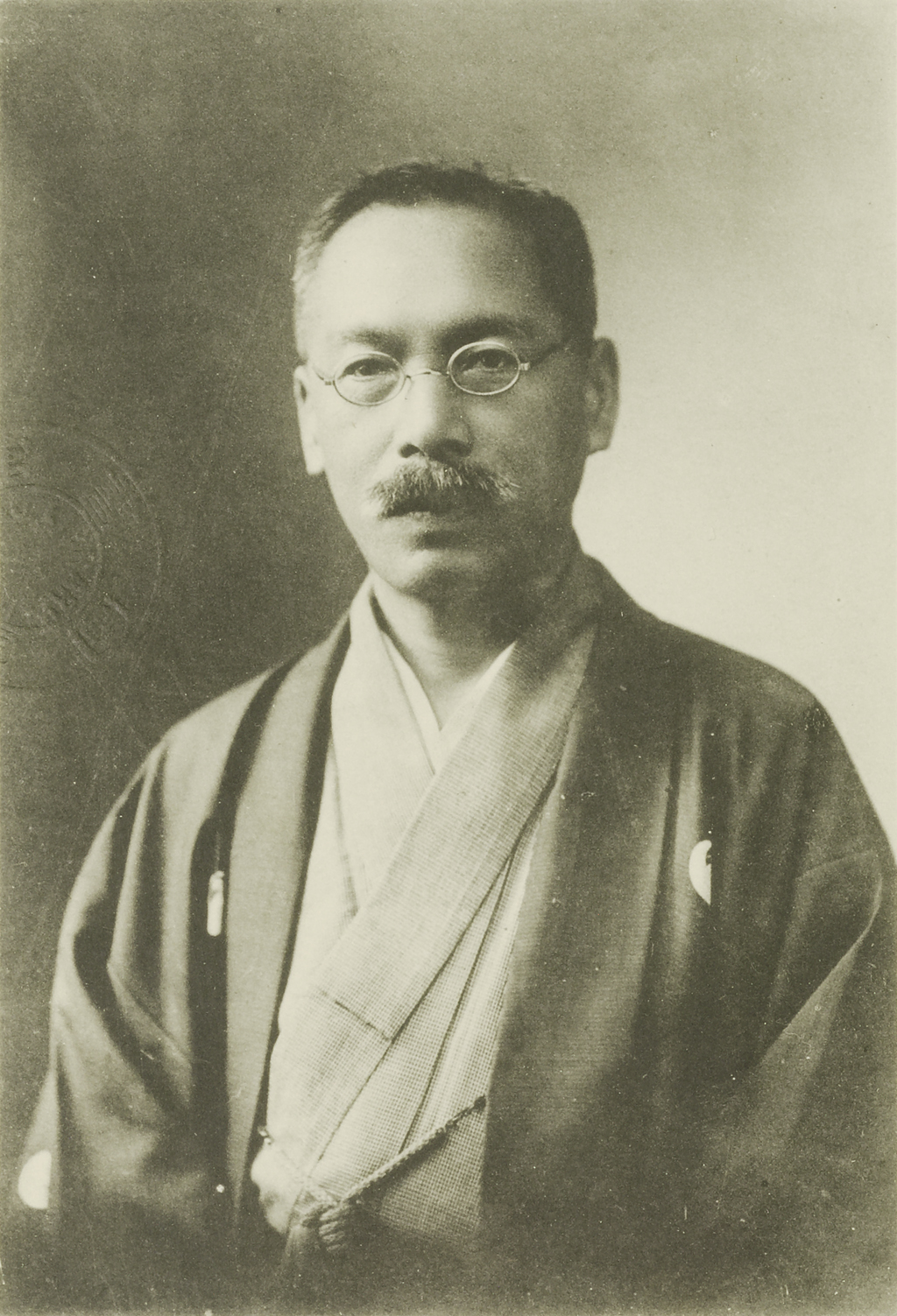
2代目大阪市長鶴原定吉：大阪電灯との報償契約締結を提起

市営電車開業前の1902年（明治35年）、大阪市では市営による水上交通機関の整備が計画されていた。当時大阪市は市域の拡張（1897年）や人口の集中、上下水道事業・築港事業の実施などにより経費が増大し財政が悪化していたため、市営事業を経営して市費の一部を補おうとしたのである。結局この計画は実現しなかったが、代わりに大阪巡航との間に報償契約を締結し、会社が収入の一部を報償金として市に支払い、なおかつ市の監督を受けることを条件に市は会社の営業区内における事業の独占を保証することとなった。続いて大阪市は、市内への都市ガス供給を計画する大阪瓦斯との報償契約締結に動き出し、翌1903年にこれを実現させた。
大阪瓦斯との間に報償契約を締結すると、市は次の目標を大阪電灯に定めた。1903年11月、市の参事会が大阪電灯との報償契約を締結すべきという旨を決議したのである。これを受けて大阪市長鶴原定吉は大阪電灯社長土居通夫を市役所に招いて報償契約の締結を提案し、一方の大阪電灯側は市の要求にある程度応じる方針を固めた。市の提案は、会社側が純利益の5%相当を市に納付するとともに市による経営監督を受ける、かつ1919年以降に電灯事業を市営化する権利を認めるという条件で、市側は道路その他の無償使用と電灯事業における会社の独占を認める、という内容であった。これに対して大阪電灯は、電灯・電力収入のうち2%を納付する、契約期間を50年として市営化の権利を認めない、などの修正を加えた修正案を翌1904年6月に市へ提出した。この修正案は市の認めるところとならず、8月会社側へさらなる修正案を提出。市の修正案もまた会社側の賛成を得られず、10月に会社側の2度目の修正案が市へと提出された。
このように報償契約交渉は停滞したが、鶴原市長の辞意表明につき高崎親章大阪府知事から早期締結の要望が出、知事の斡旋もあり1905年（明治38年）7月に仮契約の締結へと漕ぎ着けた。この仮契約は大阪電灯の株主総会では原案通り可決されたものの、一方の大阪市会では修正案の可決となり、修正案を会社側が拒否したため交渉はついに中断された。上記の市営電気供給事業に関する建議案が市会にて可決された（1906年1月）のは、こうした状況下での出来事である。
市営電気供給事業が現実味を帯びるにつれ、大阪電灯側の態度は妥協的なものになっていった。数度の折衝ののち鶴原の後任市長山下重威と社長の土居らの間で契約案が作成され、1906年7月に市会により修正案が可決、大阪電灯の株主総会も修正案を承認した。これにより7月28日、大阪市と大阪電灯との間で報償契約が締結されるに至った。
報償契約の主な内容は以下の通り。
1. 大阪電灯は市関連施設の電灯料金を20%減額する。
2. 大阪電灯は報償金を市へ納付する。金額は、5年間の大阪市内電灯料金収入の平均額に対して下記の比率に相当する金額より電柱・埋設線管の敷地に関する大阪府への納付金（最高3,000円）を控除した残額。
  1. 年額100万円までの場合、6%。
  2. 年額100万円以上200万円未満の場合、100万円を超過する額に対しては4%。
  3. 年額200万円以上の場合、200万円を超過する額に対しては2%。
3. 大阪電灯は電灯事業に関する年次報告書を市へ提出する。
4. 大阪電灯は市の立ち入り検査を受け入れる。
5. 大阪電灯は電灯料金を引き上げる場合、事前に市の承認を得る。また水力発電による電力を使用する場合は電灯料金引き下げについて市と事前に協議する。
6. 大阪電灯は市の要求に応じて電灯線路を延長する。
7. 大阪市は大阪電灯の電灯事業に対して特別税や道路使用料などを徴収しない。
8. 大阪市は大阪電灯による電柱や埋設線管などの設置を目的とする道路などの使用を承認する。
9. 大阪市は市営の電灯事業を経営しない。大阪電灯以外の電灯事業者による道路などの使用を認めない。
10. 大阪電灯は1922年1月1日以降に市が事業の買収を希望する場合はそれに応ずる。

このように大阪市は大阪電灯の事業を規制し負担を求める代わりに、大阪市内における電灯供給事業を大阪電灯が独占することを承認することとなった。ただし独占の保証は電灯供給事業のみに関するもので、電力供給事業については報償契約の範囲外に置かれ、大阪電灯による事業の独占に保証を与えていない。

### 市営電力供給事業の開業
電気供給事業の経営許可を出願済みであった大阪市は、大阪電灯との報償契約に基づいて電灯供給事業についてはその経営を取り止め、電力供給事業のみに限定して経営する方針に転換。1906年9月、市営電力供給事業の件を市会において改めて議決し、事業許可を申請して同年11月5日にその許可を取得した。そして4年余り経った1911年（明治44年）1月20日より、市営の電力供給事業がスタートするに至った。市営事業の意図するところは、余剰電力の活用による営業費の削減と市電沿線の開発である。
ただし開業なった市営電力供給事業は、宇治川電気株式会社との関係により制約を受けた。同社は淀川上流（宇治川、京都府）の開発を目的に1906年に設立。大阪市や周辺の町村、他にも京都府や兵庫県の市町村に電力供給区域を設定し、宇治発電所の完成により1913年（大正2年）8月に電力供給専業の電力会社として開業した。開業に先立つ1911年、既存の大阪電灯との間で2万キロワット (kW) に及ぶ電力供給契約を結ぶとともに、宇治川電気は電力供給に専念し、大阪電灯は電灯供給と小口需要を主体とする限定的な電力供給を営む、という市場分割を契約していた。これに加えて同社は1912年（明治45年）2月、大阪市との間に報償契約を締結し、報償金の納付など市による規制を受けることとなった。
宇治川電気との報償契約締結により、同社事業と競合する大阪市営の電力供給事業も制約を受けることとなった。現在供給中または供給の予約がすでにあるものはその限りではないが、新規供給に関しては供給可能な範囲が市電沿線に限定されたのである。かくして市営電力供給事業は小規模なものとなり、市電事業の副業程度に留まった。
開業後の市営電力供給事業は小規模とはいえ供給を拡大し、1918年（大正7年）には需要家が1000戸を上回って約4,200kWを供給した。ただしその電力収入は市電の収入に比べると少なく（電力収入対市電収入の比率は6対94）、大阪電灯・宇治川電気の電力収入にも及ばない。

### 大阪電灯買収問題

#### 1913年
1906年7月に締結された大阪電灯との報償契約により、大阪市は1922年（大正11年）1月以降に事業を買収する権利を得た。だが、最初の買収計画はそれよりも早くに浮上する。
大阪市・大阪電灯間の報償契約には、上記の通り大阪電灯が水力発電による電力を使用する場合には電灯料金の引き下げについて市と事前に協議する、という規定が存在した。大阪電灯は水力発電所を建設中の宇治川電気より受電することとなったため、1912年、規定に基づいて市に対し料金値下げの承認を求めた。これに対して市は会社側提案よりもさらなる値下げを要求し、それとともに増資・社債発行・借入金計上・会社合併につき市との事前協議を求める事項を報償契約に追加するよう要望した。協議は難航したが最終的に1913年9月に妥結、大阪市の追加事項も大阪電灯が認め、同年10月の宇治川電気からの受電開始に伴い大阪電灯は2度にわたって料金引き下げに踏み切った。しかし交渉の過程で市による事業買収へと話は発展し、1913年5月、大阪市は3270万円で大阪電灯の事業を買収する仮契約を締結するに至った。だが買収案は市参事会・市会双方で否決され、買収は失敗に終わった。
市による事業の買収を免れた大阪電灯は、増加し続ける需要に対応するため1916年（大正5年）以降火力発電所の新増設（安治川東発電所の増設および春日出第一発電所の新設）に着手する。だが当時は第一次世界大戦の最中でそれまでのように欧米諸国から主要機械を輸入するのは困難であり、発注した機械が到着しないため工事は進捗しなかった。やむなく資金を二重に投下して日本製の機械で代替し、1918年（大正7年）に竣工させたが、国産機械の性能は輸入機械に及ばず満足に稼動しないため、さらに費用を計上して改良工事を行う破目になった。さらに1915年（大正4年）の年末から始まった石炭価格の高騰が火力発電に依存する大阪電灯を直撃し、発電所新増設の難航とあわせて大阪電灯を経営難に陥れた。

#### 1920年
経営難が続く大阪電灯は、1920年2月、大阪市に対し電灯料金の値上げを申請する。これに対して市は値上げ幅の圧縮を要求、最終的に1年間限定での2-3割程度の料金値上げを認可して、大阪電灯は同年10月の値上げが可能となった。この値上げ交渉の最中に、2度目の事業買収案が浮上した。契機は、大阪市が要求する値上げ幅では事業の経営が困難であるとして、大阪電灯の側から大阪市に対して買収を提案したことにある。これを受けて市は調査を実施、6%の利子つき公債3600万円と現金1720万円の合計5320万円にて事業を買収する案を大阪電灯に提示した。しかし買収価格が低いことを理由に大阪電灯が買収案を拒否したため、このときも買収は失敗に終わった。なお大阪電灯が買収を拒否した理由には、価格以外にも、石炭価格の下落と料金値上げにより経営改善の見通しがついたこと、資金難に陥っていた傘下の日本水力が福澤桃介系の木曽電気興業・大阪送電と合併する方向になった（1921年に合併が成立し大同電力となる）ことがあったという。
買収案が流れた後の1920年10月、大阪電灯は料金値上げに続いて拡張工事に要する資金を調達すべく増資を大阪市に申請した。大阪電灯の資本金は1914年の増資以来2160万円であったが、ここから倍額増資（2160万円を増資）する計画である。大阪電灯の申請に対し、大阪市は将来の事業買収価格への影響を考慮してその認可を拒否した。これを受けて大阪電灯は11月、市に対して無条件の増資承認を要求。12月、市は増資承認などの条件を掲示、これを大阪電灯が受け入れ、市との間に新たな契約（以下「新契約」）と関連する覚書きを交わして増資の件は落着した。このとき交わされた新契約および覚書きの主な内容は、
1. 大阪市は大阪電灯の倍額増資を承認する。
2. 1922年1月以降、大阪市が大阪電灯より事業の買収を希望する場合、大阪市・東成郡・西成郡の地域における電灯・電力供給事業およびこれに属する財産、事業に必要な発電設備のみを分割して買収できる。発電設備を買収範囲から外すことも可能。
3. 買収価格の算定方法を変更する。

というものである。1906年の報償契約（以下「旧契約」）に続いてこの新契約においても、大阪市は1922年1月以降事業を買収する権利を認められた。

### 電灯市営化の実現

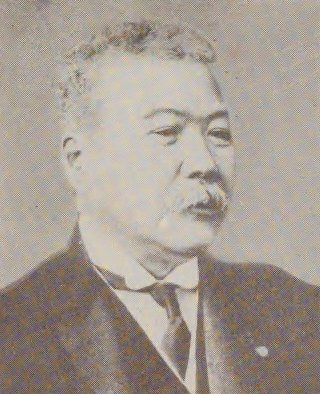
6代目大阪市長池上四郎：市営化実現時の市長

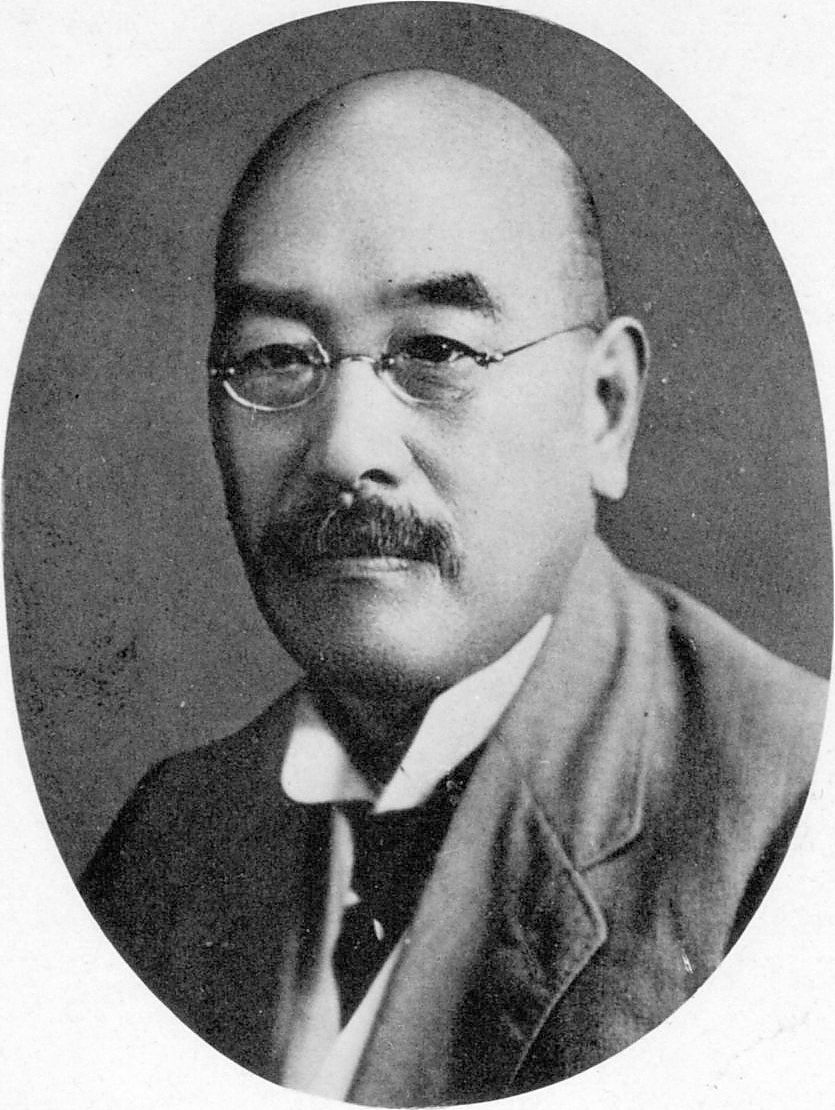
大阪電灯最後の社長宮崎敬介

買収期日の1922年1月、大阪市は早速大阪電灯に事業買収協議開始を通告し、買収協議が開始された。協議は1920年締結の新契約に基いて進められ、大阪電灯の事業のうち大阪市内・東成郡・西成郡のものだけを買収する「分別買収」の方針をとった。発電所については当該地域における事業に必要な発電設備として安治川西発電所（出力15,000kW）の買収を希望し、買収価格は約5481万円を提示した。一方大阪電灯は、大阪市が事業の買収を求める地域における需要は約34,500kWであるから、これに対応する安治川東西両発電所（出力計37,500kW）ないし春日出第一発電所（出力30,000kW）が買収されるべきだとし、買収価格は約8107万円（安治川発電所買収の場合）を要求した。対して市は、大阪電灯の要求を受け入れると発電所4か所すべてを買収した場合に比較して買収価格がほぼ同一になることから4発電所中最も安価な安治川西発電所の買収のみで構わないとして要求を拒否したため、交渉は難航した。
分別買収の方針では交渉が困難と見た大阪市は、1922年10月、新契約に基づく協議を打ち切り、1906年締結の旧契約に基づく全事業の買収を通告した。旧契約に基づき買収案を策定し、11月市参事会にて可決、買収価格を6630万円とした。こうした市の方針転換に対して大阪電灯は旧契約は新契約締結によってすでに無効になっていると主張し市の主張を容認せず、12月の株主総会では市の通告には応じないと決議した。大阪電灯の措置に対し市は翌1923年（大正12年）1月、民事訴訟を提案するに至った。
買収協議に並行して、大阪電灯の買収を求める市民運動が発生していた。まず、市長池上四郎の側につく与党「新澪会」によって1922年11月に「大阪電灯買収期成同盟会」が組織され、次いで野党側も「大電糾弾会」を結成。これに市民団体が関与して運動が展開された。
続く大阪市と大阪電灯の対立は、最終的に時の内務大臣床次竹二郎の介入を招き、大阪府知事井上孝哉が仲介に入った。府知事の斡旋により新契約により交渉し直すという方針で妥協が成立し、事業の一部買収にかかる買収価格の調整を進めた。買収価格は市は6300万円を提示、大阪電灯は当初7058万円を提示して後に7000万円、次いで6750万円へと譲歩したが、意見の一致をみなかった。これを受けて府知事は買収価格を6625万円の斡旋案を提示するが、大阪電灯が容認したものの、市はさらに200万円から300万円の減額を要求した。1923年3月、160万円減額して買収価格を6465万円とする斡旋案が提示されると大阪市もこれを容認し、買収案に関する合意が成立。そして同年6月、大阪市が8%利付公債6465万円により大阪電灯から事業の一部を買収する、という正式契約が成立するに至った。
なお大阪市の買収範囲から外れた大阪電灯の事業資産、安治川東発電所や春日出第一・第二発電所、堺市その他における配電設備などは、大同電力が3000万円にて買収することとなった。かくして事業を大阪市および大同電力に分割買収された大阪電灯は、1923年10月1日付で解散した。

## 供給区域

### 電気局の供給区域
大阪市は1911年2月以来、電気鉄道事業を担当する部署として「電気鉄道部」を設置しており、市営電力供給事業も同部の管轄としていたが、1923年10月1日の大阪電灯からの事業買収（電灯市営化）にあわせて電気鉄道部を廃止の上で「電気局」を新設した。この大阪市電気局では、大阪電灯の供給区域のうち以下の部分を引き継いだ。「電灯・電力供給区域」は電灯・電力双方を供給する区域、「電力供給区域」は電力のみを供給する区域を指す。
- 電灯・電力供給区域
  - 大阪市全域
  - 東成郡
    - 城東村・榎本村・中本町・神路村・鶴橋町・小路村・生野村・天王寺村・住吉村・安立町・敷津村・墨江村・依羅村・長居村・田辺町・北百済村・南百済村・平野郷町・喜連村の全域
    - 榎並町・鯰江町のうち各一部

  - 西成郡南部
    - 今宮町・津守村・玉出町・粉浜村の全域

  - 西成郡北部
    - 伝法町・豊崎町の全域
    - 稗島町・鷺洲町・中津町のうち新淀川左岸（南側）の地域
- 電力供給区域（1邸宅または1構内あたり100馬力以上の供給に制限）
  - 西成郡北部
    - 川北村・千船町・福村・歌島村・神津町・北中島村の全域
    - 稗島町・鷲洲町・中津町のうち新淀川右岸（北側）の地域

以上の地域のうち電灯電力供給区域ではすべて大阪電灯時代に供給が始められていたが、電力供給区域では未開業であった。
市営化から1年半が経過した1925年（大正14年）4月、市域拡張により東成郡・西成郡所属の全町村が大阪市へと編入された。この際、旧東成郡の地域には東成区・住吉区（1932年に東成区より旭区を分区）、旧西成郡の地域には西成区・西淀川区・東淀川区がそれぞれ成立している。5区のうち、東成区には旧城北村・古市村・清水村、東淀川区には旧西中島町・豊里村・新庄村・大道村・中島村という供給区域外であった地域が含まれる。従って、市域拡張後の電灯・電力供給区域は大阪市のうち新淀川以北の地域（西淀川区・東淀川区の各一部が該当）と旭区の一部を除いた地域、電力供給区域は大阪市のうち新淀川以北の西淀川区全域と東淀川区の一部となった。
市域拡張後の1926年（大正15年）6月、電気局の手によって未開業であった電力供給区域のうち東淀川区に属する地域にて供給を開始した。続いて同年12月には、西淀川区に属する地域においても供給を開始している。

### 供給区域に関する備考
大阪市内でありながらも大阪市電気局の供給区域に含まれなかった区域は、他の電気事業者の電灯・電力供給区域に含まれていた。また電気局の供給区域であった地域でも、重複して他の事業者によって電力供給区域が設定される場合があった。大阪市内に進出した電気事業者は計7事業者を算し、それぞれ以下のように区域を設定していた。
- 阪神電気鉄道（阪神）
  - 電灯・電力供給区域：
    - 西淀川区の一部（旧川北村・千船町・福村・稗島町・歌島村の地域と旧鷺洲町大字海老江のうち新淀川以北の地域）
- 阪神急行電鉄（阪急）
  - 電灯・電力供給区域：
    - 西淀川区塚本町（旧鷺洲町大字塚本）
    - 東淀川区の一部（旧神津町・北中島村の地域と旧中津町大字成小路の地域、旧西中島町の飛び地）

  - 電力供給区域（50馬力以上の供給に制限）
    - 西淀川区の一部（旧川北村・千船町・福村・稗島町・歌島村の地域）
- 京阪電気鉄道（京阪）
  - 電灯・電力供給区域：
    - 東淀川区の一部（旧豊里村・新庄村・大道村・中島村の地域と旧西中島町のうち飛び地を除く地域）
    - 旭区の一部（旧城北村・古市村・清水村の地域と旧榎並町・鯰江町の各一部地域）
- 南海鉄道（南海）
  - 電力供給区域（制限なし）：
    - 西成区全域
    - 住吉区の一部
- 宇治川電気
  - 電力供給区域（制限なし）：
    - 東区・西区・南区・北区・港区・大正区・天王寺区・浪速区・此花区の各全域
    - 旭区・東成区・西成区・住吉区・東淀川区・西淀川区の各一部

  - 電力供給区域（50馬力以上の供給に制限）
    - 住吉区・東淀川区の各一部
- 日本電力・大同電力
  - 電力供給区域（100馬力以上の供給に制限）
    - 大阪市全域

上記のうち阪神・阪急・京阪の3社の電灯・電力供給区域は、電気局の電灯・電力供給区域に隣接する。ただし西淀川区旧稗島町域のうち新淀川以南に位置する地域のみ、阪神と電気局の双方に属する重複区域である。また新淀川以北に設定された電気局の電力供給区域は、阪神および阪急の電灯・電力供給区域と重複している。

### 宇治川電気との棲み分け
前述の通り、旧大阪電灯は後発の宇治川電気との間に電力受給契約を結ぶとともに、大阪電灯では電灯供給と小口主体の電力供給、宇治川電気は電力供給、という具合に市場分割を取り決め、さらに電柱の共用を認めていた。しかし1922年ごろより両社の営業上の協調関係は崩れ、受給契約と電柱共用は継続するも一般電力供給においては競争状態となった。電灯市営化後においても、電柱共用の権利は維持されたものの、市電気局と宇治川電気の営業競争は継続された。
競争の結果、新市域では配電線の建設競争が、旧市域では技術上無理な共用電柱が生じ、何らかの整理が必要な状態となった。こうした中、1936年（昭和11年）4月の電柱共用契約の更改に際し、当時の逓信省の示達もあって競争を避け協調を図るべく市場の棲み分けを再確認することとなった。その内容は、
- 電灯供給は市側の独占とする。宇治川電気に関する電灯用電力の供給は、電灯が工場設置の自家用電気工作物であり、工場作業に直接必要なものである場合に限る。
- 電力供給は原則として市側は小口需要、宇治川電気は大口需要に応じるものとし、市域を普通供給区域と特別供給区域に分離し両者の供給分野を定める。
- 電熱供給については、宇治川電気は電圧100ボルトでの供給を行わない。

というものであった。協定締結により以後営業競争は解消された。

## 供給の推移
以下、沿革のうち供給の推移について詳述する。

### 電灯市営以前
1911年（明治44年）1月20日、市営電気供給事業は電力供給のみに限って開業した。大阪電灯や宇治川電気との協定で、電灯供給を行わず、電力供給も市電沿線に限定されており、市電事業の副業という扱いがなされた。電源は市電用火力発電所（九条発電所＝1908年4月完成）の余剰電力を用いた。
統計局の資料によると1912年度末の電動機数は301台・1,595馬力（約1,189kW）で、以後毎年増加し、1918年度末には1088台・5,675馬力（約4,232kW）へ拡大した。ただし第一次世界大戦勃発後の需要増加期において、市営事業は発電・受電両面で供給力の拡充を伴わなかったため、限られた供給力は供給事業よりも乗客が急増する市電事業へ優先的に振り向けられた。

### 1923 - 1928年
1923年10月1日、大阪電灯の事業を引き継いだ当日の供給実績は、下表の通り電灯取付数178万9,736灯（需要家数37万7,970戸）、電力供給2万4,794kW、電熱供給5,106kWであった。
市営電気供給事業は、低廉で豊富かつ良質な電気を供給すると謳って成立した。このことから、その第一段階として大阪電灯の買収実施と同時に料金の値下げを実施し、電灯料金を3.8%、電力・電熱料金を約10%それぞれ引き下げた。当時の供給実績で計算すると年額約82万円の減収となる値下げ幅である。収入減の一方、事業買収にかかる公債の利払いや、不利な条件で電力会社と購入契約を締結したことによる電力購入費の増大など、支出は増加した。さらに1か月前に関東大震災が発生しており不況の只中にあるなど、困難な環境の中での電灯市営化であった。
豊富かつ良質な電気の供給のために電灯市営化当初に急務であったのが設備の改善である。電灯市営化時点での電気設備は、電気鉄道部時代からの発電所2か所・変電所7か所に大阪電灯引き継ぎの設備を加えて発電所3か所・変電所24か所を数えたが、明治末期に建設された九条第一・安治川両発電所をはじめ設備の半数以上は設置から10年以上経たものであり、老朽化して故障が頻発していた。そこで電気局では応急処置を行う一方、以下の内容からなる設備改善の十年計画を打ち出し、市内の送配電網の設備に着手した。
1. 火力発電所の増設
2. 受電開閉所の新設
3. 送電線電圧の高圧化
4. 変電設備の新増設
5. 配電方式の変更 - 三相3線式・配電電圧3,300Vに統一の上、配電線容量を増強
6. 安全化確保のための遮断器の容量増強
7. 事故発生時の故障範囲局限化のための設備改良
8. 配電指令の中央集約

これらの設備改良により、10年後の想定供給電力15 - 20万kWに対応するとともに、さらに40万kW、最大で60万kWに達するまで供給の増大に対処しうることが目標とされた。十年計画を実施するにあたっては資金調達の点で困難があり、当時公債の発行は政府の認可を必要としたので1年から2年の延期がたびたびあったものの、1925年（大正14年）に難波変電所が竣工するなど徐々に進められた。
下記電源構成の節で詳述するように、電灯市営化当初は大同電力との間に締結していた電力購入契約により、高価な電力を毎年追加購入する義務を負っていた。この関係から電気局は毎年多くの需要を獲得する必要があり、積極的な需要開拓が必須であった。電灯供給については高燭光化の勧誘を毎年その対策として行ったが、そのほかに電灯市営化当初の需要開拓活動として特記すべきものが電熱の普及促進である。電熱設備は都市ガス設備と競合するものの当時徐々に使用され始めていたので、電気局では料金を値下げするとともに電気七輪・電気ストーブの貸付制度を設けて家庭用電熱設備の普及に努め、その後さらに職工業方面での普及も図った。
1928年には、電灯市営化5周年ならびに市電開業25周年を記念して10月1日から12月2日まで「大礼奉祝交通電気博覧会」を開催した。天王寺公園を会場に電気・交通に関する最新科学の展示を行い、63日間で100万人の入場者を集めた。

### 1929 - 1933年
大同電力からの電力の追加購入義務は1928年が最後で、同年末以降受電の増加はなくなったが、丁度その頃から不況が深刻化し需要の増加は鈍化した。一方で契約更改により電力購入費が徐々に低下していたので、それを財源に料金の一部値下げに踏み切った。不況により不振となっている産業界の支援のため電動機向けの電力料金が1930年（昭和5年）より大幅値下げされ、電熱料金も同様に値下げされた。これは以前の料金制度に比べて77万7千円余りの減収となる値下げ幅である。
この時期、電気局では宣伝普及活動を活発化させた。1930年、電気局本館の新庁舎建設にあわせて従来技術課の一部で行われていた普及宣伝活動を拡大、庁舎5階を「電気普及館」として照明ほか各種電気器具を展示するスペースとして宣伝の場とした。翌1931年（昭和6年）には庁舎1階に「陳列所」を開設し、電気器具の紹介・販売を始める。1932年（昭和7年）には、市内各所に設置された出張所でもカバーできない需要家へのサービスを徹底するため、電球や電気器具、修繕材料を運搬できる大型自動車を購入し、市内各所を巡回して出張所の業務を取り扱う電灯サービスカーの運転を開始している。
電灯市営化10周年を迎える1933年にも記念事業を計画し、社団法人電気普及会・大阪中央放送局（現・NHK大阪放送局）と提携して9月1日より10月30日まで「電気化学博覧会」を開催した。会場は堺筋・白木屋跡の堺筋館で、電気・無線科学に関する展示物を出品、特に大衆用テレビの実演が評判を呼んだという。60日間で21万人の入場者を集めた。

### 1934 - 1938年

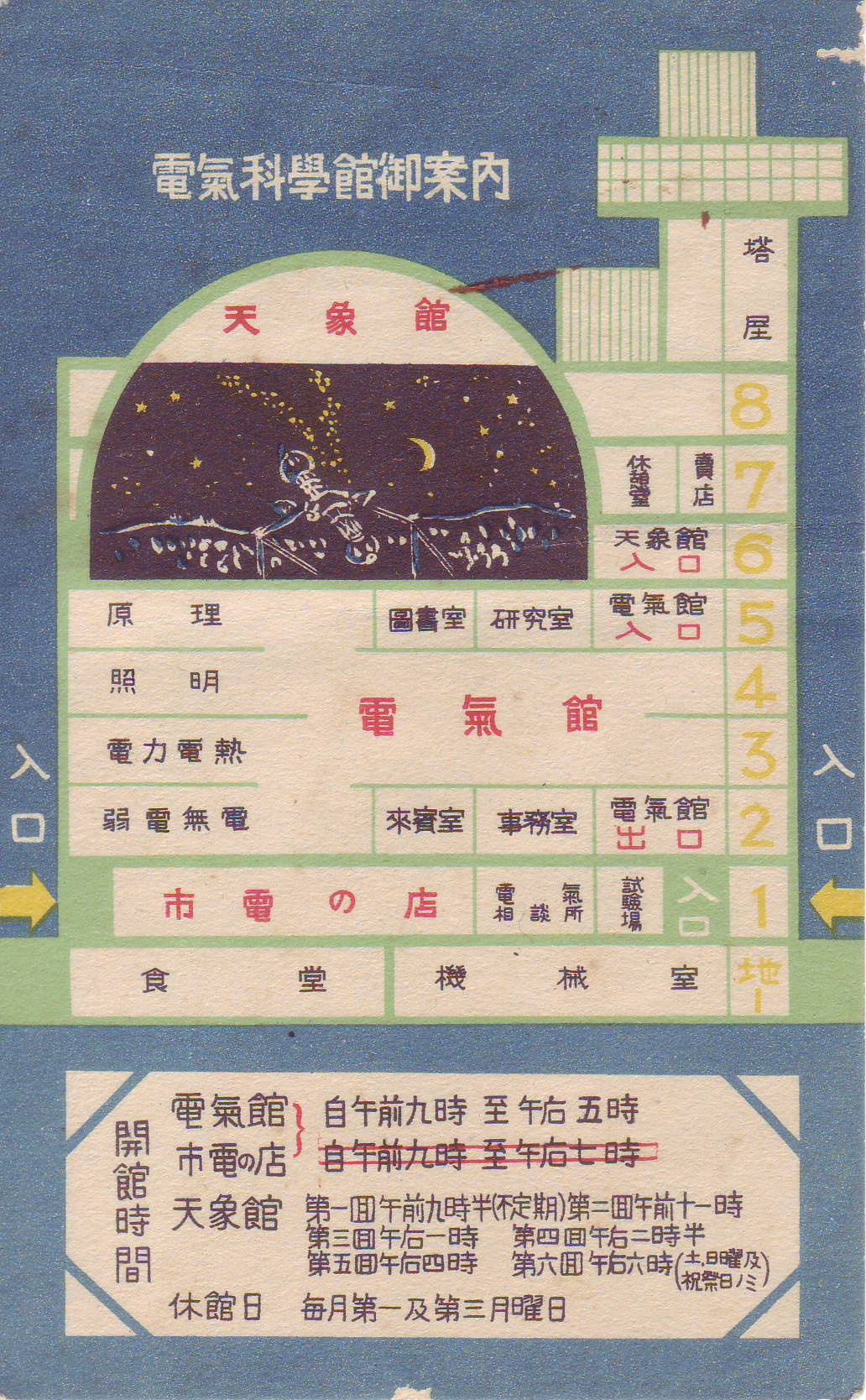
電気科学館館内案内図

電灯市営化からの10年間で電灯需要は拡大していたが、街灯について見るとなお普及の余地があったことから、電気局では1933年10月から1年半をかけて電灯市営化10周年記念事業の一環として街灯普及活動を展開する。建設費を市費にて負担、電気料金を1割引（需要家負担で建設する場合は2割引）として繁華街などにおいて勧誘に努め、市内約80地区にて2,182基を建設した。また1935年（昭和10年）春から「明灯明視運動」と銘打ち電気スタンド（明視スタンド）の普及活動を始めた。次いで市内の公設市場や中小工場の照明改善を実施し、電灯需要の増加を図っている。1937年（昭和12年）には需要者負担軽減のため電灯料金の値下げ（減収額59万4千円）を実施した。
この間の1934年（昭和9年）9月21日、室戸台風による強風・高潮被害を受け、鉄塔の倒壊、変電所の浸水、電柱の損害など被害総額は470万円に及んだ。市内全域で停電が発生したが、早期の復旧に努めて3日目には過半の地域で配電を再開、10日目には全域で停電を解消できた。
1936年（昭和11年）12月、繁華街「新世界」の電気施設を大阪土地建物株式会社から買収した。同社は大阪市から市有地を借り受けて街を造成していたが、その後建物を売却、電気施設のみを保有したまま街への電気の供給を継続していた。1931年に市も建物所有者に土地を売却したことから、大阪土地建物に電気の供給を担わせる意味がなくなったとして、1934年より市当局は電気施設の買収を試み会社と交渉を行った。最終的に大阪逓信局長の裁定により1936年11月に交渉が纏まり、電気局は大阪土地建物から需要家838戸、電灯供給3万4230灯、その他電力・電熱供給を引き継いだ。
1937年（昭和12年）3月、四ツ橋にて建設中であった科学館「電気科学館」が竣工した。従来の普及宣伝活動より水準を引き上げ電気科学知識の普及を図るための施設で、館内は電気に関する実演装置を施す「電気館」と、日本で最初のプラネタリウム「天象館」からなる。また電気局庁舎にあった陳列所を館内1階に移転の上拡充し、電気器具の販売や電気に関する相談を受け付ける「市電の店」として営業した。

### 1939 - 1942年
日中戦争下の1939年（昭和14年）8月下旬、全国的な渇水に石炭不足が重なって水力発電・火力発電ともに機能不全に陥った結果、著しい電力不足が発生し、関西地方では3割程度の電力制限を余儀なくされた。市では事業用電気の節電、大口需要者の強制停電、冷房・エレベーター・エスカレーターの使用停止、さらには月に1回ないし2回の輪番停電を断行した。街灯も多数消灯され、繁華街のネオンサインや電飾も消えていった。電力不足は翌1940年（昭和15年）3月にようやく解消され、奢侈的な利用を除いておおむね平常通りに戻った。
しかし電力制限は以後定例化された。2度目のものは1940年10月下旬に始まり、動力用・電熱用電力10kW以上100kW未満の需要者に対しては隔週に1日、100kW以上の需要者に対しては毎週1日の割合で電気の使用停止日を指定し、使用量を8割程度に抑制するよう通告した。翌1941年（昭和16年）3月にこの制限も解除されたが、同年12月には同様の制限が復活。この冬は電灯の使用制限も強化され、一定の制限使用量を超えると特別料金を課す制度が導入された。
こうした電力制限に伴い、電灯市営化以来続いた需要開拓活動は方向転換を強いられ、電力使用の合理化や灯火管制の知識普及活動といったものに変わっていった。
関西配電への統合直前、1941年度末時点での供給実績は、電灯取付数410万929灯、電力供給19万263kW、電熱供給9万1,198kWであり、1923年10月の電灯市営化時点に比してそれぞれ229倍、767倍、1,786倍に拡大した。

### 供給実績推移表
1923年10月1日の電灯市営化時点ならびにそれ以後の各年度末時点における電灯・電力・電熱の需要家数・供給数量、各年度の供給事業収入は下表の通りであった。
| 年度   | 電灯     | 電灯      | 電力     | 電力     | 電熱     | 電熱     | 事業収入 （千円） |
| 年度   | 需要家数 | 供給灯数  | 需要家数 | 供給kW数 | 需要家数 | 供給kW数 | 事業収入 （千円） |
| ------ | -------- | --------- | -------- | -------- | -------- | -------- | ----------------- |
| 開業時 | 377,970  | 1,789,736 | 7,902    | 24,794   | 4,367    | 5,106    | -                 |
| 1923   | 389,538  | 1,875,220 | 9,132    | 28,876   | 20,150   | 10,287   | 7,323             |
| 1924   | 411,446  | 2,038,193 | 11,940   | 36,990   | 27,254   | 14,842   | 17,624            |
| 1925   | 428,074  | 2,190,070 | 14,053   | 44,000   | 15,954   | 20,239   | 19,125            |
| 1926   | 442,920  | 2,320,039 | 16,347   | 53,848   | 21,990   | 23,380   | 21,255            |
| 1927   | 455,632  | 2,447,716 | 18,613   | 59,909   | 26,841   | 32,336   | 22,130            |
| 1928   | 469,207  | 2,586,916 | 30,573   | 70,487   | 30,499   | 38,927   | 23,701            |
| 1929   | 481,660  | 2,717,315 | 24,654   | 78,794   | 35,631   | 44,591   | 25,204            |
| 1930   | 490,083  | 2,809,596 | 27,761   | 86,605   | 40,372   | 49,717   | 25,314            |
| 1931   | 499,295  | 2,911,165 | 31,090   | 92,335   | 45,069   | 54,242   | 26,108            |
| 1932   | 508,207  | 3,010,860 | 34,958   | 98,817   | 49,677   | 58,973   | 26,032            |
| 1933   | 526,581  | 3,251,241 | 32,616   | 106,288  | 55,490   | 69,887   | 27,594            |
| 1934   | 529,864  | 3,325,795 | 35,039   | 117,325  | 60,325   | 75,376   | 28,936            |
| 1935   | 541,295  | 3,460,092 | 37,719   | 126,951  | 65,428   | 80,644   | 31,558            |
| 1936   | 554,526  | 3,651,567 | 42,390   | 136,693  | 71,254   | 87,434   | 33,477            |
| 1937   |          | 3,772,156 |          | 151,491  |          | 94,402   | 34,792            |
| 1938   |          | 3,881,732 |          | 163,440  |          | 96,202   | 35,193            |
| 1939   |          | 3,962,843 |          | 174,720  |          | 95,992   | 34,786            |
| 1940   |          | 4,015,060 |          | 175,326  |          | 92,164   | 35,172            |
| 1941   |          | 4,100,929 |          | 190,263  |          | 91,198   | 36,060            |

- 1925年度以降は電熱の数値に季節分電熱を含まず

## 電源構成
以下、沿革のうち受電・発電の推移について詳述する。

### 電灯市営化時の購入電力
1923年10月1日、大阪市は大阪電灯から事業を買収して電灯事業の市営化が実現した。当初、大阪市は宇治川電気と大同電力の2社から以下のように電力を購入しており、供給事業用の電力は火力発電ではなく受電による方針とした。
1. 宇治川電気からの購入電力
  1. 夜間20,000kW、昼間1,900kW。大阪電灯と宇治川電気の間の契約を継承したもの。
  2. 昼夜間4,000kW。大阪市が宇治川電気との間に契約したもの。
  3. 昼間2,000kW。大阪市が宇治川電気との間に契約したもので、電灯市営化以前からのもの。
2. 大同電力からの購入電力
  1. 昼夜間16,000kW。大阪電灯と大同電力の間の契約を継承したもの。
  2. 昼夜間4,000kW。大阪市が大同電力との間に契約したもの。

宇治川電気からの購入電力のうち 1については、大阪電灯が宇治川電気の間に締結していた営業協定に基き、電柱の共用を許す代わりに比較的割安な料金で購入していたものである。大阪電灯は宇治川電気からの受電を1913年（大正2年）10月に開始。電灯市営化に際して1923年6月市は大阪電灯・宇治川電気と契約を締結し、需給関係を引き継ぐこととなった。料金は 1・2 ともに1kWhにつき1銭3厘、責任負荷率は夜間85%・昼間80%である。また 3 は1914年（大正3年）11月に市が宇治川電気と契約したもので、料金は1kWhにつき1銭2厘5毛、責任負荷率75%であった。
旧大阪電灯と大同電力の間の受給開始は1922年（大正11年）7月にさかのぼる。供給契約は初め大同電力の前身日本水力と大阪電灯との間に締結され、日本水力と木曽電気興業・大阪送電が合併して大同電力が発足しても契約が維持されて関西地方への送電線完成により供給が始まった。同年11月には本契約が大同電力・大阪電灯間に成立し、料金のほか1924年（大正13年）春までに順次6万kWを供給すること、大阪電灯が合併や事業譲渡を行う場合は後継事業者にもこの供給契約を継承させることなどが取り決められた。
大阪市は大阪電灯の事業買収にあたり、当初は大同電力からの受電にこだわらず日本電力など各社から受電する方針をとり、大同電力・大阪電灯間の上記供給契約の継承を拒否する構えであった。一方で大同電力は市に対して契約の継承を求めたため、契約をめぐって大阪市・大同電力・大阪電灯三つ巴の紛糾が生じたが、最終的に市は大同の主張を認めるに至った。1923年6月、大阪電灯より大同電力に引き継がれることを前提に大阪市と大阪電灯の間に以下の内容からなる電力供給契約が締結された。
- 1923年10月1日より大阪電灯（＝大同電力）は大阪市へ電力を供給する。
- 供給電力は最大20,000kW。その後供給を順次増加し最終的に1928年4月1日以降は定時55,000kW・不定時（冬季以外の供給）5,000kWの計60,000kWを供給する。ただし実際の供給はこの値から最大2割の増減が可。
- 1kWhあたりの基本料金は定時電力2銭3厘、不定時電力2銭。
- 責任負荷率70%。最低電力量（契約kW数に責任負荷率を乗した値）の超過分に対しては料金を1kWhあたり1銭3厘とする。
- 料金は3年毎に改訂する。

上記契約とは別個にもう一つ、大阪市は大同電力からの供給契約を締結していた。1920年（大正9年）3月に大同の前身大阪送電と締結した最大1万kWの供給契約で、1923年9月に以下のように契約を更新した。
- 1923年10月1日より大同電力は大阪市へ定時電力5,000kWを供給する。
- 1923年10月1日以降1928年までの間に定時電力5,000kWを追加供給する。
- 料金その他条件は大阪電灯・大阪市間の供給契約と同様とする。

上記2つの供給契約により1923年10月、大同電力から大阪市への電力供給が開始された。供給高は最大で合計25,000kWとされていたが、実際には最大2割まで供給を削減できるという契約中の条件を適用して2割減の20,000kWの供給で始まっている。これらが前掲大同電力からの購入電力の 1・2 に相当する。

### 火力発電の活用

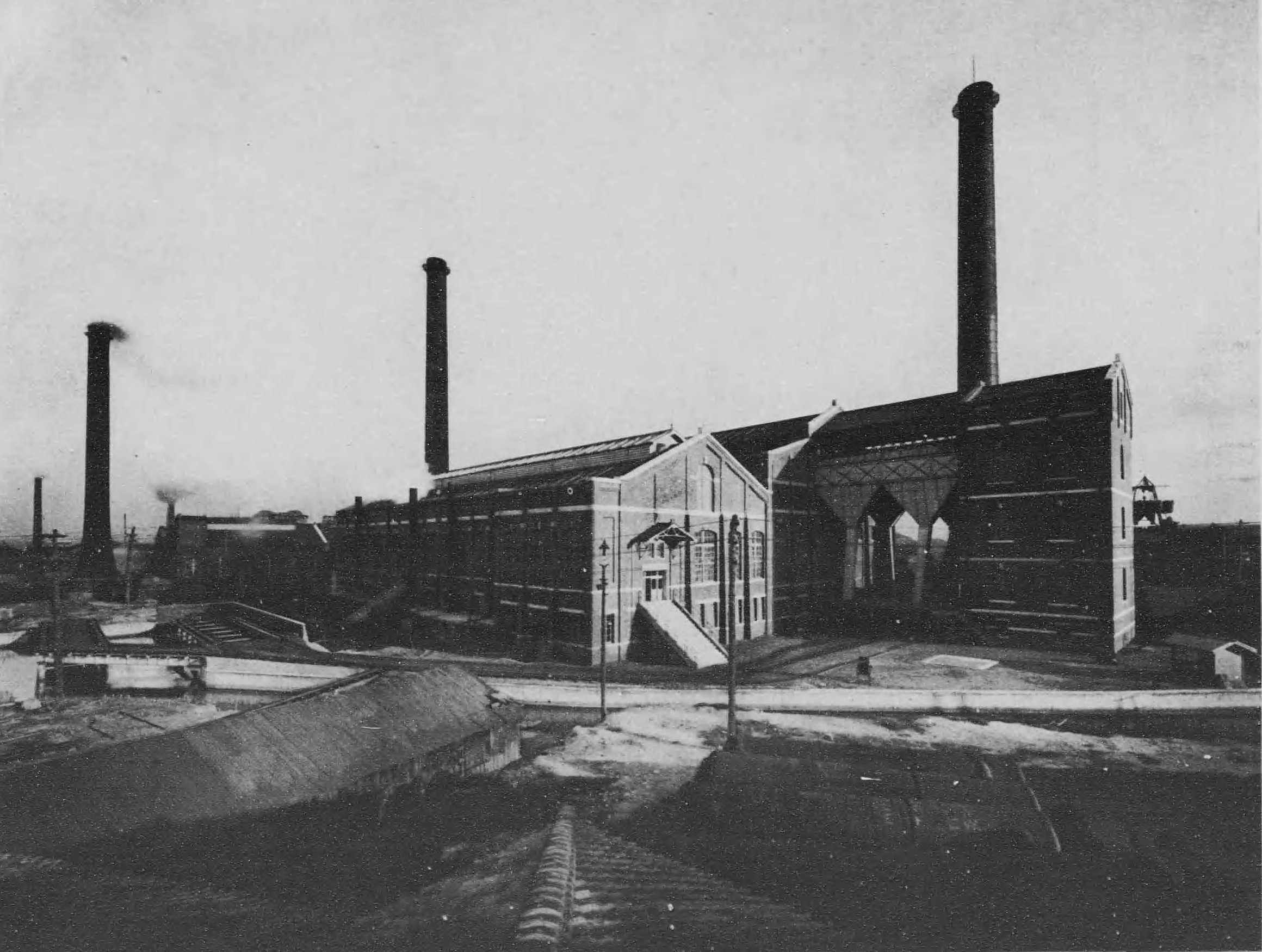
大阪電灯時代の安治川（西）発電所

電気局では供給事業の所要電力は原則として購入電力にて賄うとしていたが、購入電力を経済的に利用するために自局火力発電も適宜併用した。火力発電所には市電用として建設された九条第一発電所・九条第二発電所と、大阪電灯から買収した安治川発電所の3か所があった。3か所のうち九条第一発電所が最古で1908年（明治41年）4月竣工・1912年（明治45年）3月増設。九条第二発電所は1921年7月に着工、1923年（大正12年）10月にまず第1期工事が竣工し、その後1927年（昭和2年）6月に第2期工事、1930年（昭和5年）12月に第3期工事が竣工して出力30,000kWの発電所となった。安治川発電所は旧大阪電灯安治川西発電所（出力12,000kW）であり、1910年（明治43年）から翌年にかけて完成している。
大阪市の供給事業は電灯供給が主体であることから、1日の負荷の増減は、日没時間の若干前より急増し、初夜に最大となって午後11時頃に急減、その後やや緩慢に減少して未明からは若干の増減を繰り返す、という形で推移する。さらに冬季、特に1月が需要のピークで、反対に7・8月に需要が最少となるのを基本とする。従って年単位で見ればピーク需要（尖頭負荷）が出現するのはごく短い時間ということになる。こうした負荷率が著しく低い電力を外部から購入する場合、条件が不利になるのが常であり、実際に購入電力の主力である大同電力からの受電は比較的高料金であった。
購入電力費を節約するためには、高負荷率を維持するとともに過負荷を絶対に出さないという操作が必要であったが、後述のように大同電力からの受電増加が毎年4月に設定されていたため、これは困難であった。冬季から夏季にかけて負荷が減少する中での受電増であり、夏までに供給増で消化できる程度の受電増に留めると冬季に不足となり、反対に冬季にあわせた受電増とすると夏に過剰となるためである。この矛盾を解消させる方法として電気局では火力発電を併用するという手法を採用し、4月の受電増を可能な範囲で圧縮する一方で冬季には火力発電所を運転して不足を補う、という運用を実施した。このように火力発電を尖頭負荷発電所として活用した結果、購入電力の負荷はある程度平均化され、購入価格は低廉となった。

### 1920年代の動向
1920年代を通じ、大同電力との間に締結された前記2つの電力供給契約に基づいて、同社からの受電は順次拡大した。1928年（昭和3年）までの推移は以下の通り。なお、「大阪電灯分」は旧大阪電灯との契約によるもの、「大阪送電分」は旧大阪送電との契約によるものを指す。
- 1923年10月 - 20,000kW新規受電開始。うち大阪電灯分16,000kW、大阪送電分4,000kW。
- 1924年4月 - 4,000kW増加、累計24,000kW。大阪電灯分。
- 1925年4月 - 8,000kW増加、累計32,000kW。同上。
- 1926年4月 - 8,000kW増加、累計40,000kW。同上。
- 1927年4月 - 6,000kW増加、累計46,000kW。同上。
- 1928年4月 - 4,000kW増加、累計50,000kW。大阪電灯分。
- 1928年12月 - 4,000kW増加、累計54,000kW。大阪送電分。

新規受電開始時と同様に、受電増加の際も当初契約から2割減に抑えられている。また1927年4月は定時・不定時各5,000kWの増加予定であったものを定時分については2割減の4,000kW、不定時分については定時に変更の上2,000kWの増加とした。これらにより、契約通りであれば1928年には大同電力から70,000kWを受電する予定であったものを、2割減の上にさらに2,000kWを差し引いた54,000kWに圧縮した。
購入電力の負担軽減は電灯市営化以降10年間の課題であった。大同電力とは料金を3年毎に改訂する契約であったので、最初の料金改訂期が1926年（大正15年）10月に訪れた。同年春頃から交渉を始めたものの纏まらず、11月になって当時受電中の40,000kWについて料金を2銭3厘から2銭2厘8毛、責任負荷率を70%から65%へそれぞれ低減する条件で決着した。2度目の料金更改期は1929年（昭和4年）10月で、大幅な値下げを目指して同年9月に交渉に着手したもののやはり早期に決着せず、12月になっても纏まらないので市側・会社側から各2名の仲裁者を選び逓信大臣小泉又次郎を加えた5名の裁定を仰ぐこととなった。裁定により料金は1kWhあたり2銭8毛、責任負荷率は60%へとさらに低減された。
宇治川電気との契約は、まず夜間20,000kW・昼間1,900kWのものが1925年（大正14年）5月に満期となったので、大同電力からの受電増により従来の高負荷率を維持できないことから責任負荷率を70%に引き下げるかわりに料金を1kWhあたり1銭5厘に引き上げる、という条件で継続した。一方、余剰となった昼間2,000kWの契約は1926年6月に解約。残る4,000kWの受電契約はは1926年10月に満期となり、大同電力と同一条件により継続、1928年12月にはさらに4,000kWの追加受電を行った。また1926年11月、日本電力との間で新規の供給契約を締結し、常時3,000kWと別途最大9,000kWの融通電力を1kWhあたり2銭2厘、責任負荷率60%という条件にて受電することとなった。
火力発電所は、購入電力の利用効率化のため、初期には石炭消費量の多い旧式発電所も冬季に全力で運転された。旧式発電所は1927年度を最後に九条第一発電所が、1929年度を最後に安治川発電所の稼働がなくなり、九条第二発電所のみの運転となっている。

### 1930年代の動向
不況による需要増加の鈍化のため、大同電力からの受電増があった1928年より1932年（昭和7年）まで、購入電力の増加はなかった。
1932年は大同電力・日本電力両社の料金更改期であり、1929年末頃から両社に対する交渉を始め、1932年半ばには交渉を取り纏めて11月大阪市会にて料金改訂の承認を受けた。この改訂により大同電力・日本電力と宇治川電気（一部）からの受電料金を統一し、新料金制度「スライディングスケール式」を導入することとなった。この「スライディングスケール式」による新料金は以下の通りに定められた。
- 責任負荷率は最低50%。
- 料金は負荷率60%のとき、1kWhあたり2銭。これを基準として負荷率の増減にあわせ料金を変動させる。
  - 負荷率50%台のとき、負荷率が1%減るごとに1毛5糸料金増。
  - 負荷率70%までは、負荷率が1%増えるごとに2毛料金減。
  - 負荷率80%までは、負荷率が1%増えるごとに1毛5糸料金減。
  - 負荷率90%までは、負荷率が1%増えるごとに1毛料金減。
  - 負荷率90%以上のとき、負荷率が1%増えるごとに5毛料金減。

新契約によって1933年10月から12月にかけて大同電力から、同年12月には日本電力からそれぞれ受電が増加。その後各社の受電が増加した結果、1937年（昭和12年）10月時点では購入電力は以下の通りになった。
- 大同電力からの購入電力
  - 常時電力昼夜間77,000kW - 料金はスライディングスケール制
  - 特殊電力16,000kW
  - 臨時電力20,000kW
- 宇治川電気からの購入電力
  - 常時電力昼間1,900kW・夜間20,000kW - 料金は1kWhあたり1銭5厘・責任負荷率70%
  - 常時電力昼夜間11,000kW - 料金はスライディングスケール制
- 日本電力からの購入電力
  - 常時電力昼夜間14,000kW - 料金はスライディングスケール制
  - 臨時電力10,000kW
- 合計 昼間119,900kW、夜間138,000kW、ほか臨時30,000kW

火力発電所については、1931年7月に旧式化していた九条第一発電所を廃止した。さらに安治川発電所についても、大阪電灯時代からの旧式設備を廃止して新設備に更新する計画を立て、1931年に逓信省へ認可申請した。逓信省側の事情で認可は1934年まで遅延し、1935年（昭和10年）より起工、1938年（昭和13年）12月に出力15,000キロワットの新・安治川発電所の完成をみた。

### 電力国家管理期

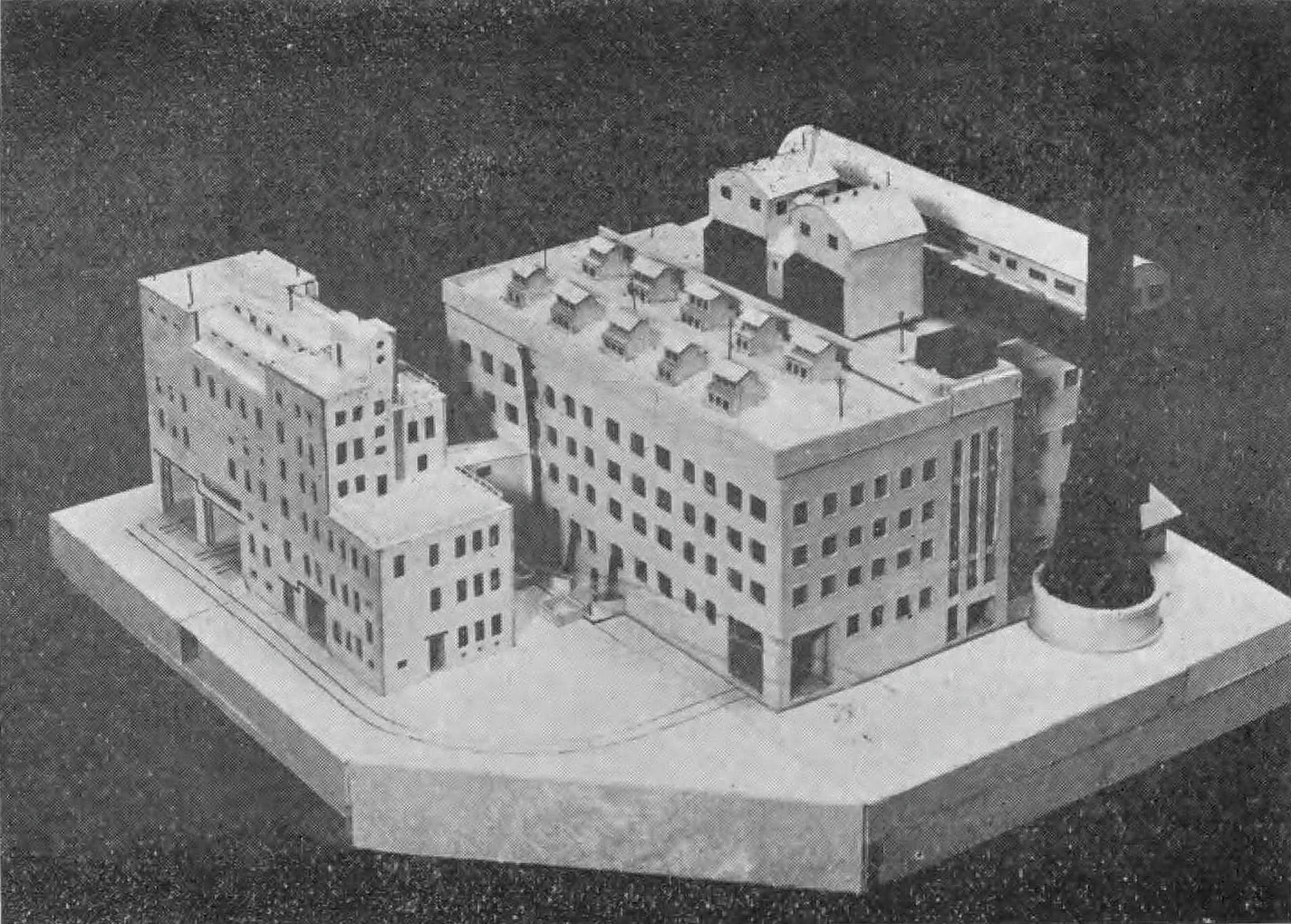
新安治川発電所（1938年完成）の模型

日中戦争下の1938年4月、電力国家管理を定めた電力管理法が公布され、その担い手となる国策会社日本発送電が翌1939年（昭和14年）4月1日に発足。設立とともに、日本発送電には出力1万kW超の火力発電設備ならびに重要送電・変電が現物出資の形で既存電気事業者から集められた。
日本発送電への設備出資事業者には大阪市も含まれており、1938年8月11日付で九条発電所の出資命令を受命した。出資財産の評価額は744万8678円50銭とされ、翌年4月の日本発送電設立と同時に出資を実施、対価として50円払込済みの日本発送電株式14万8973株（払込総額744万9650円）と現金28円50銭を受け取った。交付株数は対象33事業者中16番目に多く、大阪市は同年9月末の第1期末時点では日本発送電の13番目の大株主であった。なお出資評価額は簿価よりも148万9000円安く、評価損を生じている。
日本発送電設立と同時に同社へ事業を譲渡して大同電力が解散したため、大同から大阪市への電力供給86,000kW（1938年からの受電高）はそのまま日本発送電へと継承された。こうした変動があった後、1939年末時点での購入電力は以下の通りであった。
- 日本発送電からの購入電力
  - 常時電力107,000kW - 九条発電所分を含む
- 宇治川電気からの購入電力
  - 常時電力昼間1,900kW・夜間20,000kW
  - 常時電力昼夜間11,000kW
- 日本電力からの購入電力
  - 常時電力14,000kW
  - 融通電力10,000kW
- 合計 昼間133,900kW、夜間152,000kW、ほか融通10,000kW

上記時点での自局発電力は安治川発電所の15,000kWに限られる。この安治川発電所も本来は日本発送電への出資対象にあたるが、建設工事中につき遅れ、1941年（昭和16年）11月25日になって翌1942年（昭和17年）4月1日付で日本発送電へと出資するよう命ぜられた。出資設備評価額は682万954円50銭とされ、出資の対価として日本発送電株式13万6419株（払込総額682万950円）と現金4円50銭の交付を受けた。なお電気局での簿価は590万円でであったためここでも92万円余りの評価益が生じている。

## 配電統制と事業出資
1939年4月の日本発送電設立とともにスタートした電力国家管理体制は、夏に始まった深刻な電力不足で早々に行き詰まったが、日中戦争が長期化する状況下で国家管理の見直しではなくむしろ強化することによって問題を解決しようとする動きが強まった。その動きは、1941年（昭和16年）、既存水力発電設備も日本発送電へと帰属させるという日本発送電の強化と、国策配電会社による配電統制の2点（第2次国家管理）に帰結する。そのうち配電統制の分野では、1941年8月30日に全国的な配電統合を企図した配電統制令が公布されるに至った。
配電統制令公布に伴い、1941年9月6日、全国の主要電気事業者に対して配電会社の設立命令が一斉に下った。関西地方においては、大阪府・京都府・滋賀県・和歌山県・兵庫県を配電区域とする新会社関西配電株式会社を設立するものとされ、市営供給事業を営む大阪・神戸・京都の3市ならびに日本発送電・日本電力・東邦電力・宇治川電気・京都電灯・南海水力電気・阪神電気鉄道・阪神急行電鉄・京阪電気鉄道・関西急行鉄道・南海鉄道の11社が関西配電の設立命令を受命した。このとき大阪市が出資を命ぜられた電気供給事業設備の範囲は、送電設備68路線、変電設備31か所、それに指定の配電区域内にある配電設備・需要者屋内設備・営業設備の一切である。
配電統制に際して、出資資産の評価は建設費に基づく評価を1、利益金還元に基づく評価を2の割合で評価する「統合財産評価基準」が採用されたため、収益率の高い市営事業や電鉄会社に有利なものとなった。それもあって大阪市の供給事業設備出資評価額は14事業者中で最大、1億6556万7816円とされた。これにその他資産の出資評価額836万424円47銭を加えた1億7393万240円47銭が関西配電への継承資産で、反対に同社への継承負債は皆無であった。
1942年（昭和17年）4月1日、国策配電会社関西配電が発足、これと同時に市営配電事業は挙げて同社へと出資され、大阪市営電気供給事業は消滅した。1億円を超える現物出資の対価として、大阪市には関西配電の50円払込済み株式331万1356株（払込総額1億6556万7800円、総株数1120万株に対し29.6%に相当）と現金836万440円47銭が交付されている。また市から関西配電へは従業員のうち3508人が引き継がれたほか、電気局長木津谷栄三郎が関西配電副社長、電気局で部長・課長を務めた3人が同社理事へと転じた。

## 戦後の復元運動
太平洋戦争終結後、配電統制まで市営電気事業を営んでいた東京都が1946年（昭和21年）2月にいちはやく配電事業の公営復元を求めたのを契機に、全国的に公営電気事業復元運動が始まった。大阪市も同年9月、正式に復元運動への参加を表明し、11月15日には市会で電気事業市営移管に関する意見書を議決した。市では京都市・神戸市など関係する自治体と連携して陳情活動にあたり、一時は政府が公営復元を容認する姿勢を見せたが、GHQの反対で却下され1950年（昭和25年）11月電気事業再編成令の公布に至り、日本発送電と9配電会社を発送配電一貫経営の9電力会社へと再編成することが決まった。
1952年（昭和27年）4月のサンフランシスコ講和条約発効を機に公営電気事業復元運動は再び盛り上がりをみせるが、それに反対する電力会社側の運動も激しくなり、具体的な成果を挙げるには至らなかった。そうした中、1957年（昭和32年）5月与党自由民主党は立法による解決を断念し、電力会社と復元運動に参加する自治体の間の斡旋に回って会社側と各自治体の個別交渉によって自主解決させる方針へと転換した。これを受けて1957年11月、関西電力との間で直接交渉が始まった。
長い交渉の末、1964年（昭和39年）3月26日、大阪市と関西電力との間に協定書・覚書が交わされ、17年にわたり紛争が続いた電気事業復元問題は解決をみた。その内容は、
- 電気事業復元問題の解決に関し、関西電力は大阪市が行う新淀川新橋・新十三大橋・長柄バイパス・鶴見商業高校・此花工業高校の建設について、協力金4億6000万円を寄付し、建設費に充てるため発行する大阪市債3億7000万円（利率年4分）ならびに3億1000万円（無利子）を引き受ける。
- 関西電力は新淀川新橋・新十三大橋・長柄バイパスの照明設備資金および此花工業高校の備品購入資金として4500万円を大阪市に寄付する。

というものであった。

## 年表
- 1889年（明治22年）5月20日 - 大阪電灯開業。
- 1906年（明治39年）11月5日 - 大阪市に対し電気供給事業許可。
- 1908年（明治41年）4月 - 市営九条（第一）発電所運転開始。
- 1911年（明治44年）1月20日 - 大阪市営電気供給事業開業。当時は市電沿線の電力供給のみ実施。
- 1923年（大正12年）10月1日 - 大阪市が大阪電灯の事業のうち市内と東成郡・西成郡の供給事業と安治川発電所を買収（電灯市営化）。大阪市電気局発足。
- 1923年（大正12年）10月 - 九条第二発電所運転開始。
- 1926年（大正15年）6月 - 東淀川区内・新淀川以北における電力供給を新規に開始。
- 1926年（大正15年）12月 - 西淀川区内・新淀川以北における電力供給を新規に開始。
- 1931年（昭和6年）7月 - 九条第一発電所廃止。
- 1934年（昭和9年）9月21日 - 室戸台風により被災（鉄塔倒壊・変電所浸水・電柱損害など）。
- 1936年（昭和11年）12月 - 「新世界」の電気施設を大阪土地建物から買収。
- 1937年（昭和12年）3月 - 電気科学館竣工。
- 1938年（昭和13年）12月 - 安治川発電所の更新竣工。
- 1939年（昭和14年）4月1日 - 九条（第二）発電所を日本発送電へ出資。
- 1941年（昭和16年）9月6日 - 配電統制令に基づく関西配電設立命令を受命。
- 1942年（昭和17年）4月1日 - 安治川発電所を日本発送電へ出資。送電設備・変電設備・配電設備・需要者屋内設備・営業設備を関西配電へと出資。これに伴い大阪市営電気供給事業は消滅。
- 1945年（昭和20年）9月11日 - 電気局は交通局へ改組。
- 1951年（昭和26年）5月1日 - 関西配電の後継として関西電力設立。
- 1964年（昭和39年）3月26日 - 大阪市と関西電力の間で戦後の電気事業復元問題解決に関する協定・覚書締結。